# Petaluma
Petaluma és una població dels Estats Units a l'estat de Califòrnia. Segons el cens del 2010 tenia 60.450 habitants.

## Demografia
Segons el cens del 2000, Petaluma tenia 54.548 habitants, 19.932 habitatges, i 14.012 famílies. La densitat de població era de 1.526,2 habitants/km².
Dels 19.932 habitatges en un 36,6% hi vivien nens de menys de 18 anys, en un 55,3% hi vivien parelles casades, en un 10,6% dones solteres, i en un 29,7% no eren unitats familiars. En el 22,6% dels habitatges hi vivien persones soles el 9,1% de les quals corresponia a persones de 65 anys o més que vivien soles. El nombre mitjà de persones vivint en cada habitatge era de 2,7 i el nombre mitjà de persones que vivien en cada família era de 3,16.
Per edats la població es repartia de la següent manera: un 26,2% tenia menys de 18 anys, un 7,2% entre 18 i 24, un 31,5% entre 25 i 44, un 24,1% de 45 a 60 i un 11% 65 anys o més.
L'edat mediana era de 37 anys. Per cada 100 dones de 18 o més anys hi havia 91,9 homes.
La renda mediana per habitatge era de 61.679 $ i la renda mediana per família de 71.158 $. Els homes tenien una renda mediana de 50.232 $ mentre que les dones 36.413 $. La renda per capita de la població era de 27.087 $. Entorn del 3,3% de les famílies i el 6% de la població estaven per davall del llindar de pobresa.

## Poblacions més properes
El següent diagrama mostra les poblacions més properes.